# OR8K5
OR8K5 (англ. Olfactory receptor family 8 subfamily K member 5) – білок, який кодується однойменним геном, розташованим у людей на короткому плечі 11-ї хромосоми. Довжина поліпептидного ланцюга білка становить 307 амінокислот, а молекулярна маса — 35 190.
| 10         |  | 20         |  | 30         |  | 40         |  | 50         |
| ---------- |  | ---------- |  | ---------- |  | ---------- |  | ---------- |
| MGQHNLTVLT |  | EFILMELTRR |  | PELQIPLFGV |  | FLVIYLITVV |  | GNLTMIILTK |
| LDSHLHTPMY |  | FSIRHLAFVD |  | LGNSTVICPK |  | VLANFVVDRN |  | TISYYACAAQ |
| LAFFLMFIIS |  | EFFILSAMAY |  | DRYVAICNPL |  | LYYVIMSQRL |  | CHVLVGIQYL |
| YSTFQALMFT |  | IKIFTLTFCG |  | SNVISHFYCD |  | DVPLLPMLCS |  | NAQEIELLSI |
| LFSVFNLISS |  | FLIVLVSYML |  | ILLAICQMHS |  | AEGRKKAFST |  | CGSHLTVVVV |
| FYGSLLFMYM |  | QPNSTHFFDT |  | DKMASVFYTL |  | VIPMLNPLIY |  | SLRNEEVKNA |
| FYKLFEN    |  |            |  |            |  |            |  |            |

A: Аланін

C: Цистеїн

D: Аспарагінова кислота

E: Глутамінова кислота

F: Фенілаланін

G: Гліцин

H: Гістидин

I: Ізолейцин

K: Лізин

L: Лейцин

M: Метіонін

N: Аспарагін

P: Пролін

Q: Глутамін

R: Аргінін

S: Серин

T: Треонін

V: Валін

Кодований геном білок за функціями належить до рецепторів, g-білокспряжених рецепторів, білків внутрішньоклітинного сигналінгу. 
Локалізований у клітинній мембрані, мембрані.